# Gähnen

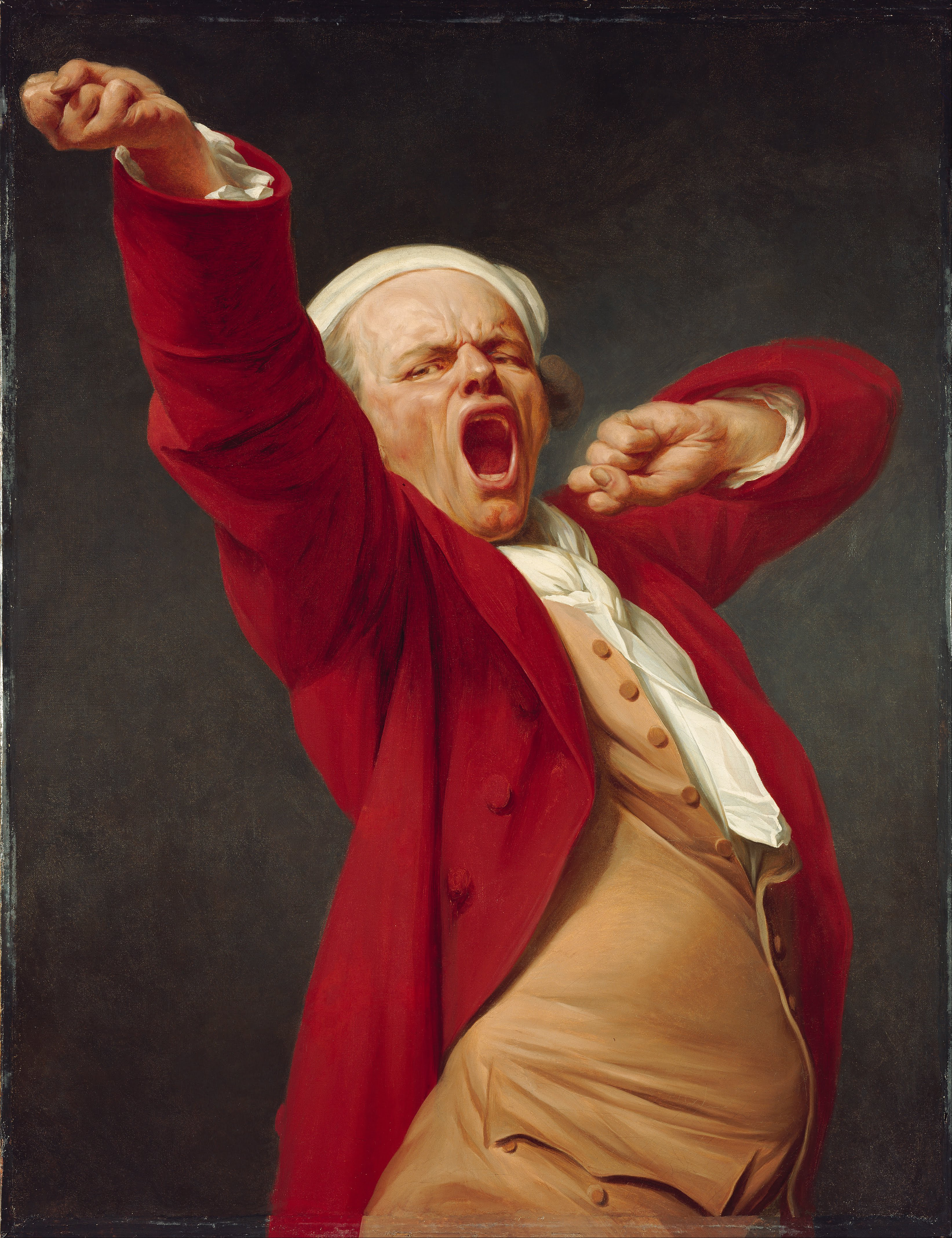
Gähnen (Selbstporträt von Joseph Ducreux, ca. 1783)

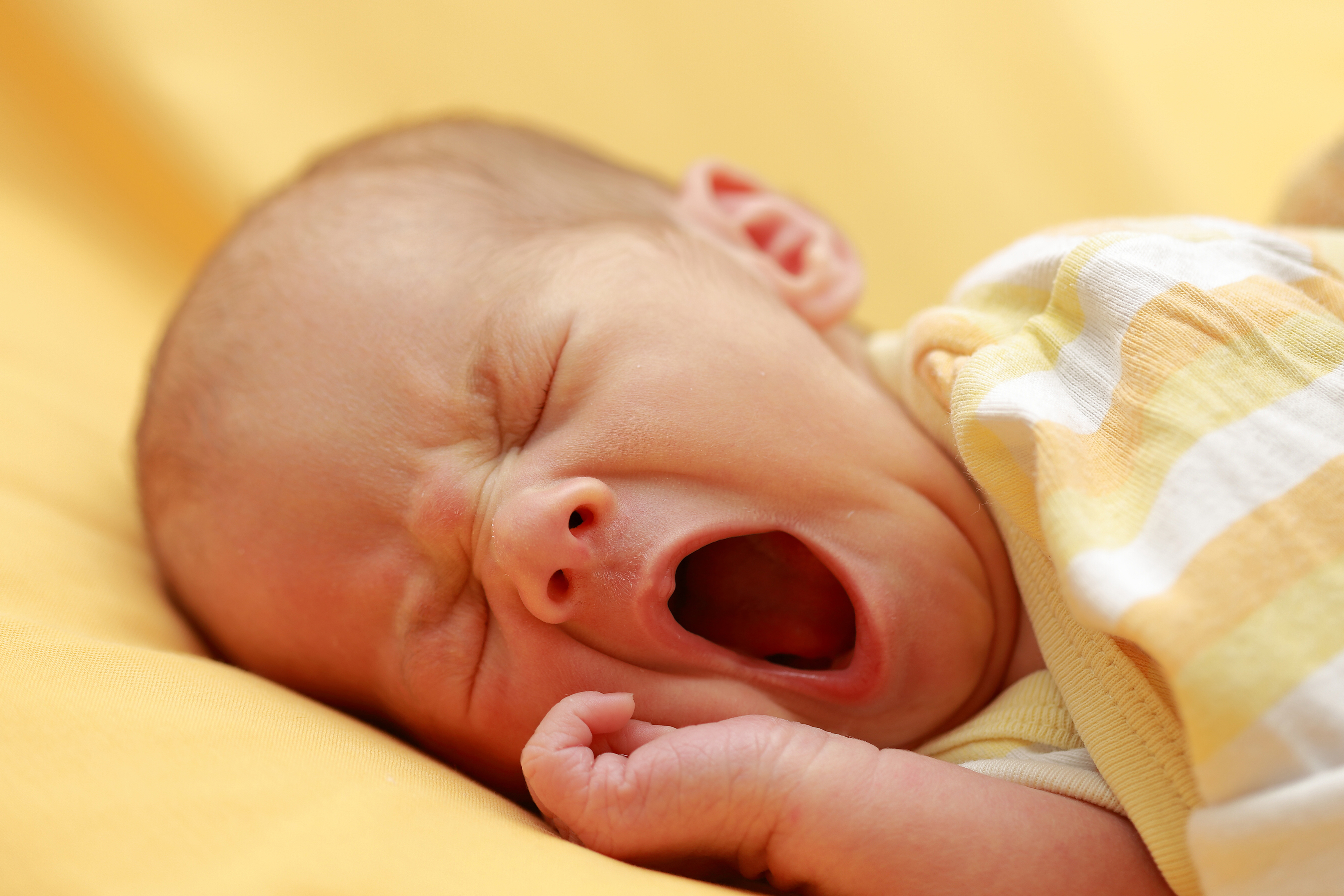
Gähnendes Baby

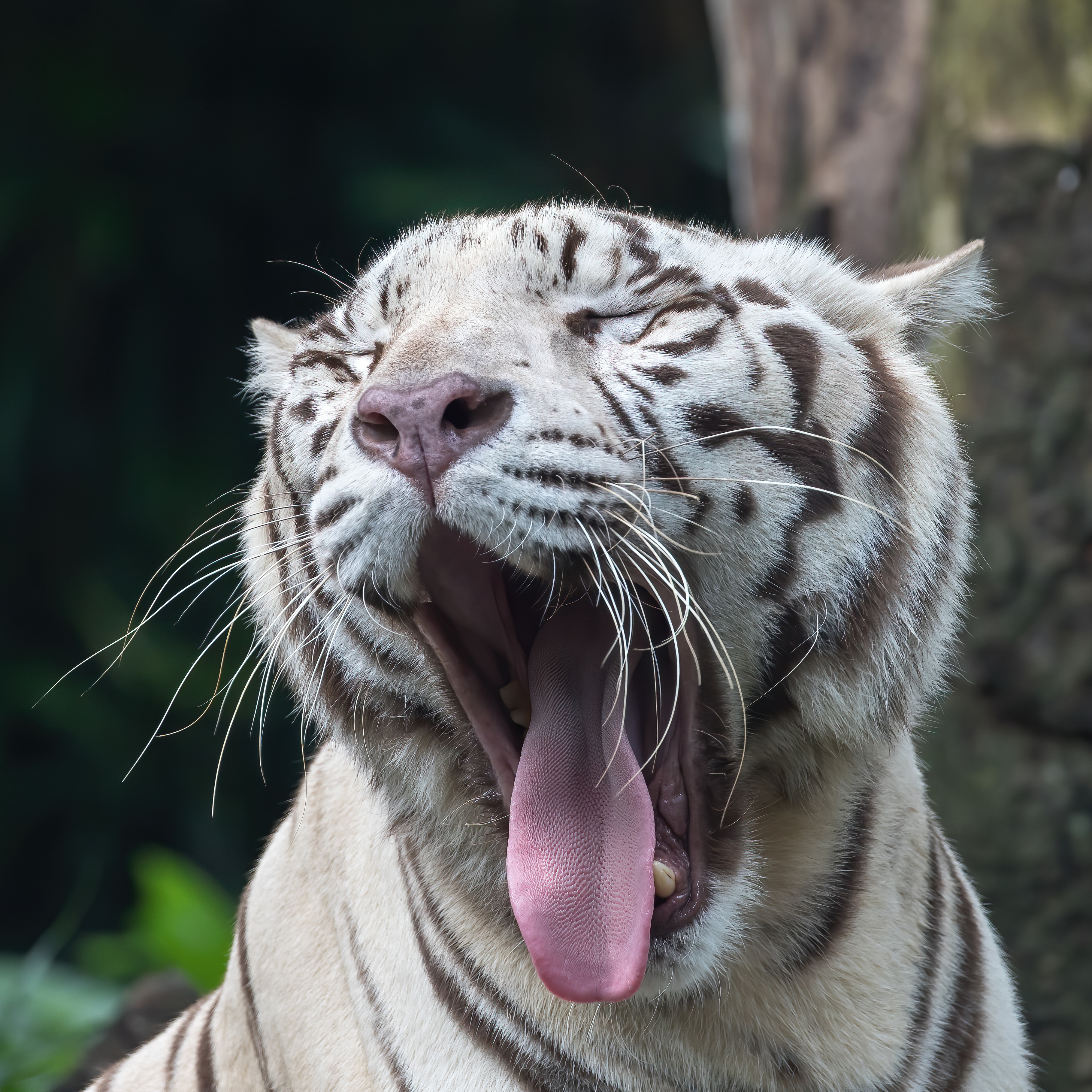
Gähnender Tiger

Das Gähnen ist ein bei Menschen und Tieren auftretendes reflexartiges Verhalten. Es steht häufig im Zusammenhang mit Müdigkeit und Langeweile. Der Vorgang beginnt mit einem tiefen Atemzug, in dessen Verlauf der Mund weit geöffnet wird, danach folgt das Ausatmen, das meistens begleitet ist von einer Lautgebung, die unterdrückt werden kann. Während des gesamten Ausatmens wird der Mund allmählich geschlossen.
Da Gähnen in der westlichen Kultur als Zeichen von Müdigkeit oder Langeweile gilt, werden von der gähnenden Person kaschierende Gesten erwartet. So ist es üblich, sich beim Gähnen abzuwenden oder eine Hand vor den Mund zu halten. Teilweise wird sogar die Empfehlung gegeben, es ganz zu unterdrücken.
Ursache und Zweck des Gähnens sind nicht eindeutig geklärt. Die Wissenschaft des Gähnens heißt Chasmologie.

## Etymologie
Gähnen (mittelhochdeutsch genen oder ginen, althochdeutsch ginēn) bedeutet ursprünglich „klaffen“, „weit offen stehen“. Verwandte germanische Wörter sind etwa englisch yawn (altenglisch ġinian) und niederländisch gapen.
Zugrunde liegt die indogermanische Wurzel ĝhē- („gähnen“, „klaffen“), die ursprünglich den Gähnlaut nachahmt. Auf diese gehen auch die griechischen Wörter cháskein („gähnen“), chásma („klaffende Öffnung“) und cháos („leerer Raum, Luftraum, Kluft“) zurück, ebenso lateinisch hiare (dazu das Inchoativum hiscere). Im Lateinischen bedeutet hiare „klaffen“, auch „das Maul aufsperren, gaffen“; für das Gähnen aus Schläfrigkeit und Langeweile steht das Verb oscitare bzw. das Substantiv oscitatio.

## Gähnen bei Tieren
Die meisten Säugetiere und viele andere Wirbeltiere gähnen.

### Säugetiere

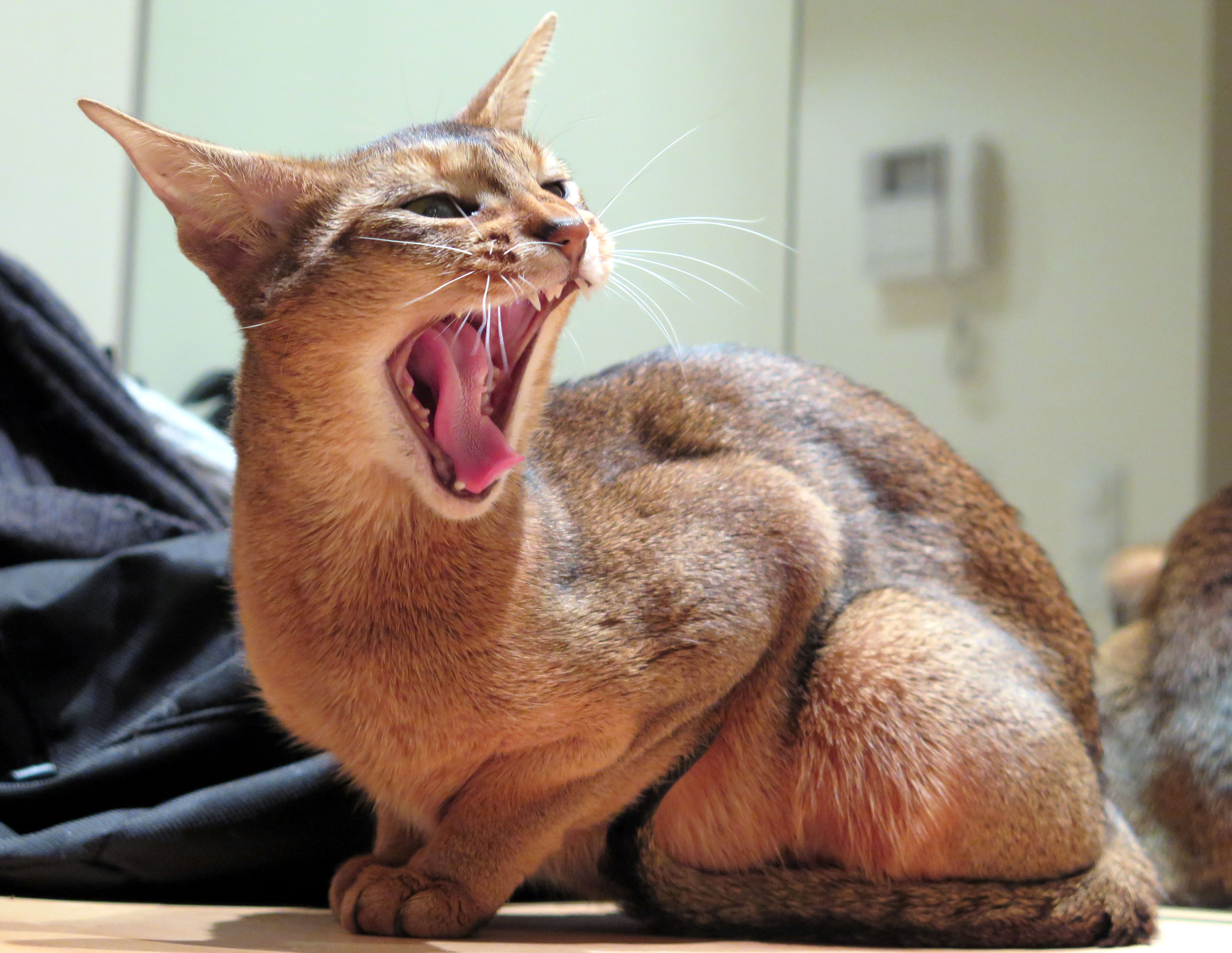
Gähnender Abessinierkater

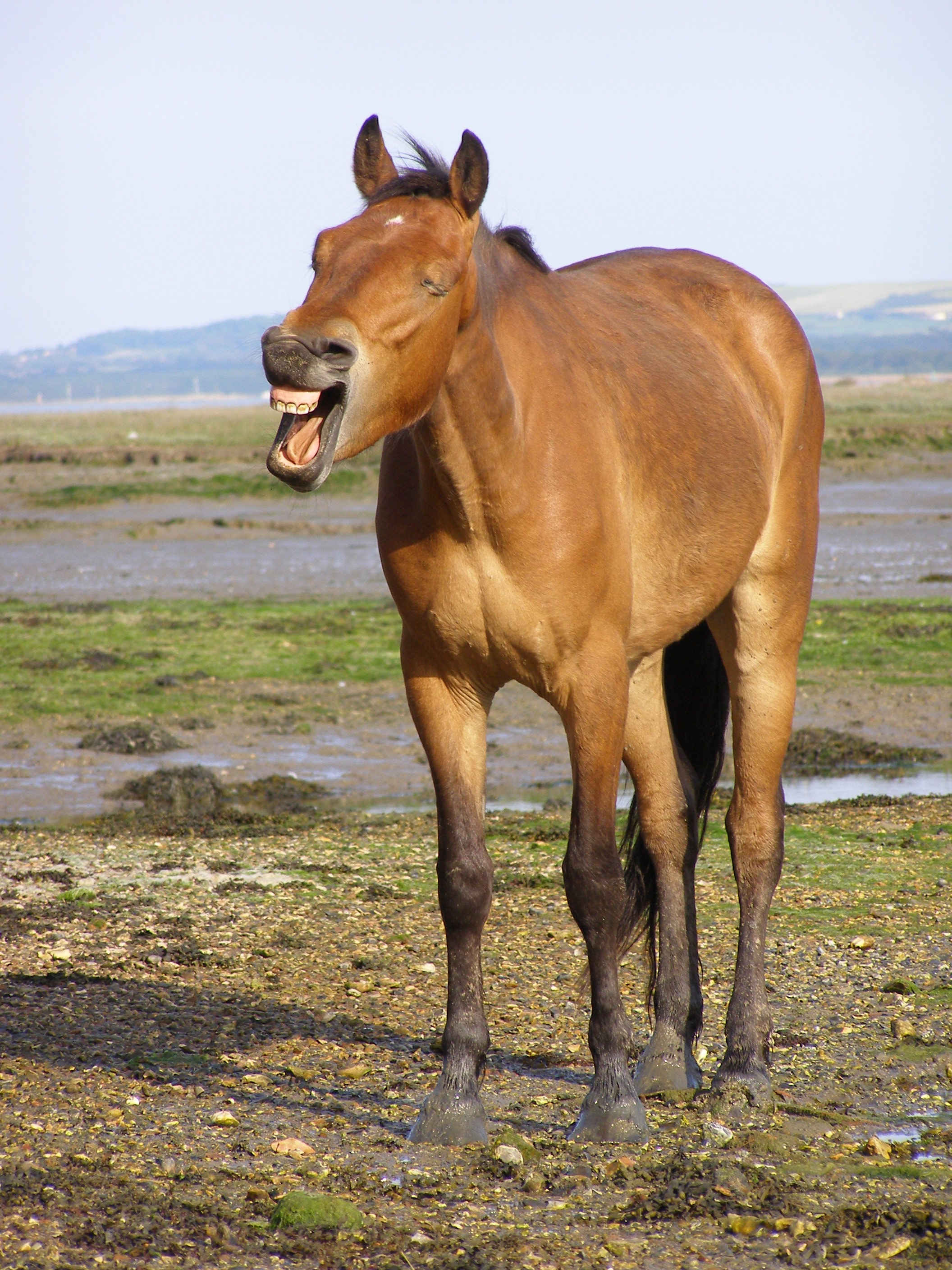
Gähnendes Pferd

Charles Darwin erwähnt in seinem Buch Der Ausdruck der Gemütsbewegungen bei dem Menschen und den Tieren, dass Paviane gähnen, um ihren Feinden zu drohen. Bei Pavianen und Makaken unterscheidet man zwischen echtem Gähnen (mit geschlossenen Augen) und einem Gähnen aus Affekt oder emotionaler Spannung (mit offenen Augen). Letzteres kann drohend sein oder eine sexuelle Komponente beinhalten. Ältere Affen, vor allem dominante, gähnen mehr als jüngere.
Hunde gähnen ausgiebig und aus unterschiedlichen Gründen, beispielsweise um nach einer Ruheperiode „in Gang zu kommen“, in Verbindung mit Strecken und Recken. Gähnen kann bei Hunden zahlreiche unterschiedliche Zustände oder Verhaltensweisen ausdrücken von Müdigkeit über Unsicherheit bis hin zu beschwichtigendem Verhalten.
Insbesondere bei Pferden kann man leicht zwischen dem sonst oft verwechselten Gähnen und Flehmen unterscheiden. Ersteres geschieht bei diesen mit geöffnetem Kiefer, während Pferde beim Flehmen nur die Oberlippe nach oben stülpen.
Bei Säugetieren gähnen Raubtiere mehr als Pflanzenfresser und meist die Männchen mehr als die Weibchen. Giraffen, Wale und Delfine wurden noch nicht beim Gähnen beobachtet. Großes Maulaufreißen zum Drohen, wie beim Nilpferd, muss mit Gähnen nichts zu tun haben.

### Vögel und Reptilien
Konrad Lorenz behauptete noch 1963, dass Vögel und Reptilien nicht gähnen. Diese Meinung kann als widerlegt gelten, da schon ab 1967 südafrikanische Strauße beim Gähnen beobachtet wurden und seitdem noch des Öfteren auch andere Vögel wie beispielsweise die Adeliepinguine. Bei ihnen ist Gähnen ein Teil ihrer Begrüßungszeremonie.
Bei Schlangen ist ein Verhalten zu beobachten, das dem Gähnen äußerlich gleicht. Nachdem die Beute vollständig verschlungen ist, „sortiert“ die Schlange ihre Kieferknochen durch mehrmaliges „Gähnen“. Da dieser Vorgang bei Schlangen nichts mit Müdigkeit zu tun hat, lehnen Fachleute die Bezeichnung „Gähnen“ ab und sprechen stattdessen vom Aufreißen des Mauls (englisch mouth gaping oder kurz gaping). Auch andere Reptilien reißen ihr Maul auf, beispielsweise ist es beim Komodowaran eine Drohgebärde.

### Fische

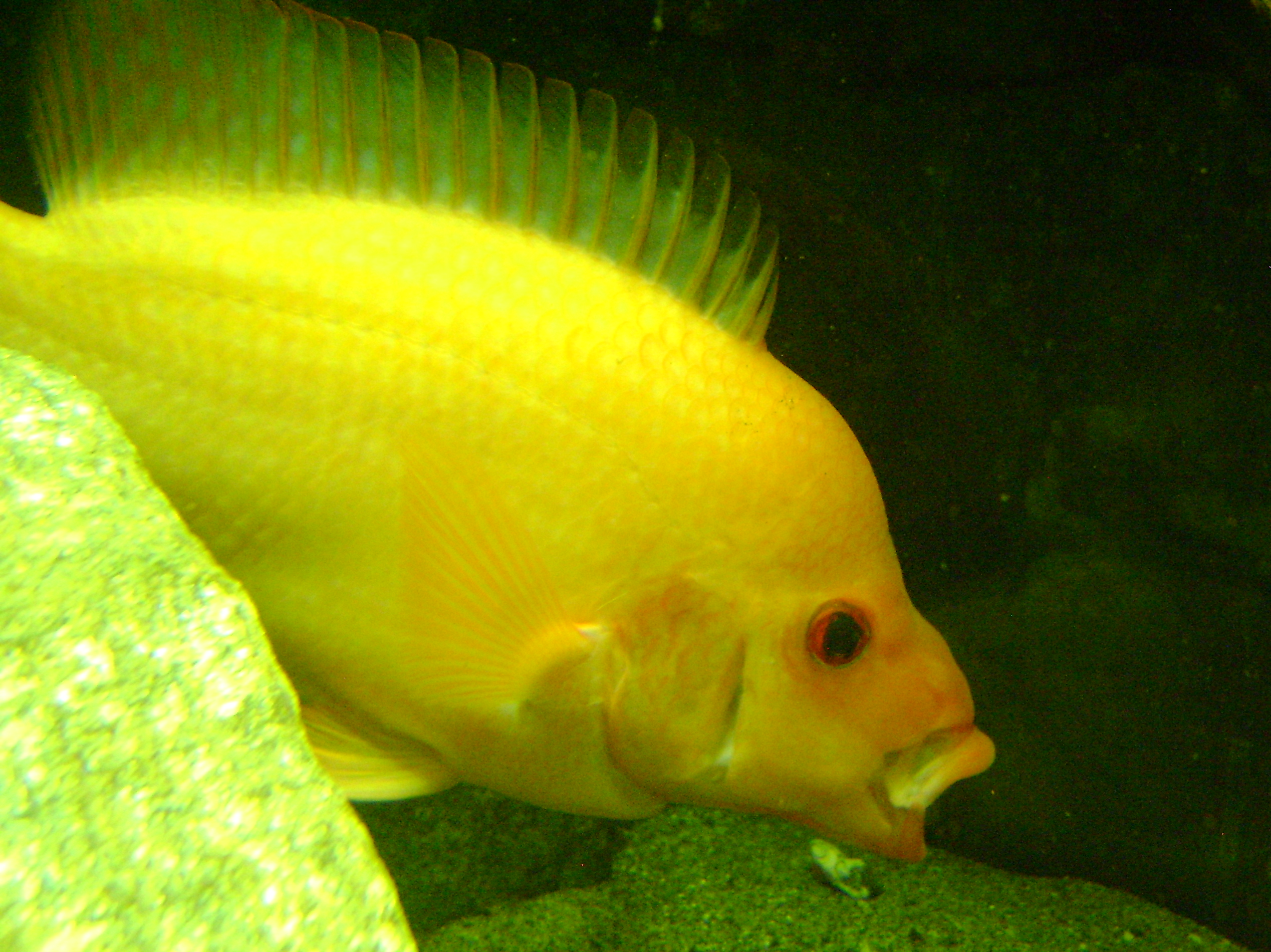
Gähnender Fisch

Bei Fischen, die oft Gähnen zeigen, könnte es dazu dienen, neues Wasser in den (paarigen) Nasenraum zu ziehen, also die Umgebung auf Geruchsstoffe zu prüfen. Das Gähnen der männlichen Siamesischen Kampffische, wenn sie einen Kontrahenten oder ihr Spiegelbild sehen, wurde von Baenninger als Drohverhalten gedeutet.

## Gähnen beim Menschen
Beim Menschen ist Gähnen wie das Lachen ein universell vorkommendes Verhalten.

### Merkmale
Essentiell beim Gähnen sind das Öffnen des Unterkiefers, die Dehnungen einer Vielzahl von Gesichtsmuskeln und das Zusammenkneifen oder Schließen der Augen. Ohne diese Rückkopplungen bleibt ein befriedigendes Gefühl aus (siehe auch Selbstversuche nach Provine). Außerdem steht Gähnen in enger Verwandtschaft zum Strecken. Ebenso wie das Strecken erhöht das Gähnen den Blutdruck und den Herzschlag. Ferner werden etliche Gelenke und Sehnen gedehnt. Manchmal wird das Gähnen von Tränenfluss begleitet.
Die Dauer eines durchschnittlichen Gähnvorgangs beträgt ungefähr sechs Sekunden, zeigt aber eine große Variation. So kann nur dreieinhalb Sekunden oder wesentlich länger als sechs Sekunden gegähnt werden. Meist wird mehrere Male hintereinander gegähnt, wobei die Intervalllänge bei etwa einer Minute liegt. Zwischen der Häufigkeit und der Dauer des Vorgangs gibt es keinen signifikanten Zusammenhang. Anders als bei Affen und vielen anderen Säugetieren kann beim Menschen kein geschlechtsspezifischer Unterschied bei der Frequenz gefunden werden.
Beim Gähnen sind Neurotransmitter beteiligt, die etwa auch Emotionen, Stimmungen und den Appetit beeinflussen.
Serotonin-, Dopamin- oder Glutaminsäure-Erhöhung im Gehirn steigert die Gähnfrequenz. Dahingegen lässt beispielsweise eine Erhöhung der Endorphine die Gähnfrequenz sinken.
Ein Effekt des Gähnens ist der Druckausgleich zwischen Mittelohr und Umgebung durch die Eustachi-Röhre. Diese ist nicht immer offen, sondern öffnet sich regelmäßig, um den Druckausgleich herzustellen. In der Regel geschieht dies unbewusst bei Kau- oder Schluckbewegungen. Ist man erkältet, sind die Schleimhäute also etwas geschwollen, oder finden Druckschwankungen sehr schnell statt, wie beispielsweise beim Fliegen oder Tauchen, kann es sein, dass der Druckausgleich bewusst ausgelöst werden muss. Dies kann auch mittels Gähnen geschehen. Die gähnende Person hört einen „Plop“, wenn der Druckausgleich hergestellt wird.

### Untersuchungen und Theorien
1942 publizierte der Amerikaner Joseph Moore als erster über Experimente zum Thema Gähnen. Er hatte mit seinen Versuchen nach visuellen und auditiven Stimuli gesucht, die Gähnen auslösen. Damals war es eine Revolution, unter kontrollierten Bedingungen Versuche durchzuführen. Trainierte Studenten gähnten „kontrolliert“ während der Vorlesungen, des Gottesdienstes und im Lesesaal einer Bibliothek. Am häufigsten wurde bei der Morgenandacht mitgegähnt. Außerdem ließ Moore Probanden Gähnen sehen oder hören. Methodisch wies seine Experimentenreihe viele Schwächen auf – so fehlte beispielsweise eine Kontrollgruppe. Ihre Stärke liegt hauptsächlich in der quantitativen Herangehensweise.
Studien von de Vries et al. in den frühen 1980er-Jahren zeigen, dass Gähnen und Strecken schon beim Fötus gekoppelt sind. Von Wissenschaftlern konnte schon ab der 11. Woche der Schwangerschaft Gähnen beobachtet werden. Es ist sehr wahrscheinlich, dass hier nicht Langeweile die Ursache ist, sondern andere Gründe vorliegen müssen. Gemessen wurde, dass der Druck in der Lunge vermindert und Gewebefetzen und abgesondertes Sekret ausgeschieden werden. Damit wird einer Erweiterung der Atemwege und der Lunge entgegengewirkt. Somit dient das Gähnen vor der Geburt wahrscheinlich einer verbesserten Lungenfunktion nach der Geburt. Außerdem müssen Gelenke, sollen sie sich funktionstüchtig entwickeln, schon im Mutterleib bewegt werden. Das gilt natürlich auch für das Kiefergelenk. Heute ist das Gähnen bei Föten auf Videos dokumentiert.
Neuere Arbeiten zur Bedeutung und Ursache des Gähnens stammen beispielsweise von Robert Provine, einem US-amerikanischen Neuropsychologen, der sich auch mit dem Lachen befasste. Er vermutete, dass Gähnen und Strecken aus dem gleichen „Verhaltenspool“ gespeist werden. Sie treten aber nicht immer gemeinsam auf. So strecken sich Menschen in der Regel, wenn sie gähnen, gähnen aber nicht, weil sie sich strecken. Ein anderer Experte ist der Franzose Olivier Walusinski, der im Jahr 2010 die erste internationale Konferenz zum Gähnen in Paris organisierte und eine Website zum Thema Gähnen betreut (siehe Weblinks).

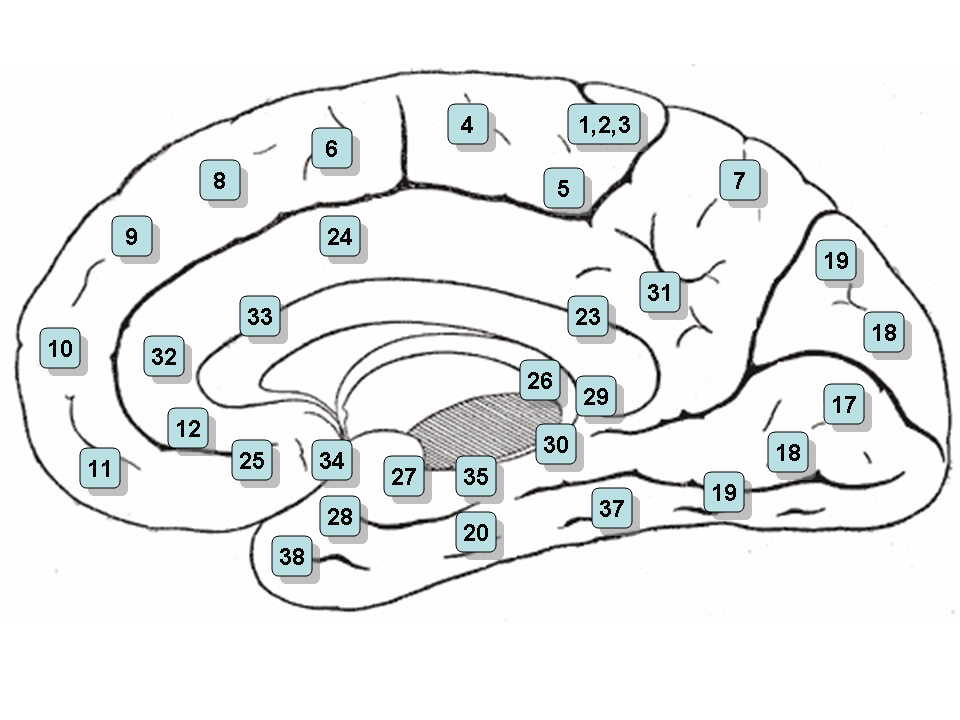
Nr. 23 Area cingularis posterior ventralis

Bei Untersuchungen des Gähnens mit den neuen bildgebenden Verfahren wie dem Magnetresonanztomographen (MRT) konnte von Platek et al. gezeigt werden, dass während des Gähnens die gleichen Bereiche im Gehirn aktiv sind wie beispielsweise bei der Selbsteinschätzung oder dem autobiografischen Gedächtnis (Cortex cingularis posterior, Precuneus). Diese Erkenntnis stützt die Theorie, die Ansteckung beim Gähnen stünde in Verbindung mit der Empathie.
Andrew C. Gallup und Gordon G. Gallup Jr. von der State University of New York at Albany vertreten die Auffassung, Gähnen könnte der Kühlung des Gehirns dienen. Da Säugetiergehirne am besten arbeiten, wenn sie kühl sind, schien es ihm plausibel, dass sich in ihrer Entwicklung Mechanismen zur Kühlung herausbildeten. Bei seinen Versuchen zeigte er mehreren Gruppen Videos gähnender Menschen. Wenn die Versuchspersonen währenddessen Eisbeutel an die Stirn hielten oder durch die Nase atmeten (eine weitere Art das Gehirn zu kühlen), gähnten sie nicht mit. Unter diesem Gesichtspunkt wäre das ansteckende Gähnen sinnvoll, da das gemeinsame Gähnen die Hirntätigkeit und damit die Aufmerksamkeit der Gruppe kurzfristig verbessert und sie dadurch erfolgreicher in Gefahrensituationen handeln kann. Dass, wie Gallup annimmt, durch Gähnen eine Gehirnkühlung bewirkt wird, könnte demnach ein Überbleibsel aus unserer evolutionären Vergangenheit sein, wobei die ganze Gruppe beim gemeinsamen Gähnen in einen erhöhten Aufmerksamkeitsstatus kommt und damit besser in der Lage ist, Gefahren zu erkennen.
Auch die Theorie, dass Gähnen dabei hilft, die als Surfactant bezeichnete, das Lungengewebe „beschichtende“ und beim Sauerstoffaustausch helfende Substanz gleichmäßig zu verteilen, widerspricht dieser evolutionären Deutung nicht.
Drohgesten, wie das Zeigen der Zähne während des Gähnens, können als ein Instrument zur Aufrechterhaltung der Sozialstruktur von Primatengesellschaften dienen. Studien hierzu wurden bei Schimpansen und Stummelschwanz-Makaken durchgeführt.
Einer Literaturstudie von Wolter Seuntjens (Doktorarbeit, Vrije Universiteit Amsterdam) zufolge wird Gähnen auch von Androgenen und Oxytocin ausgelöst.
Möglicherweise beinhaltet das Gähnen Komponenten all dieser Verhaltensweisen und ist in seiner jetzigen Form ein zusammengesetztes neurologisches Programm aus unserem überlieferten Fundus. Bis jetzt konnte keine alleinige Ursache für das Gähnen gefunden werden. Auch der genaue neuronale Ablauf und alle beteiligten Neurotransmitter sind noch unbekannt.

### Selbstversuche nach Provine
In einer Veröffentlichung von Provine und Roberts werden dem Leser drei kleine Selbstversuche angeboten, die es ermöglichen, einen Einblick in die Natur des Gähnens zu nehmen.
- Der Geschlossene-Nase-Gähner: Bemerkt man eine aufkommende Gähnneigung, soll man die Nase zukneifen. Die meisten Probanden können trotzdem den Gähnvorgang problemlos ausführen. Das heißt, meist ist für das Ein- und Ausatmen während des Gähnens keine Nasenatmung nötig.
- Der Zusammengebissene-Zähne-Gähner: Wenn man ein beginnendes Gähnen verspürt, soll man die Zähne zusammenbeißen, aber weiter durch die geöffneten Lippen atmen. Diese Variante gibt den meisten Versuchspersonen das Gefühl, mitten im Gähnen „hängen“ zu bleiben. Damit zeigt sich, dass das Öffnen des Kiefers eine essentielle Komponente eines komplexen motorischen Programms ist. Wird dem „entgegengearbeitet“, bleibt das befriedigende Gefühl aus und das Programm kann nicht vollendet werden. Es ist ebenfalls zu erkennen, dass das Gähnen mehr als nur ein tiefer Atemzug ist.
- Der Nasen-Gähner: Gähnen durch die Nase mit geschlossenem Kiefer ist unmöglich. Ebenso wie beim Zusammengebissene-Zähne-Gähner entsteht das Gefühl, „stecken“ zu bleiben, und der Proband wird nicht vermeiden können, seinen Kiefer anzuspannen. Einatmen durch den Mund und Öffnen des Kiefers ist für das befriedigende Gähnen essentiell. Die Ausatmung kann durch Nase oder Mund erfolgen.

### Gähnen und Krankheiten
Aus einer Studie von 2007 geht hervor, dass autistische Kinder, anders als nicht autistische Kinder, beim Betrachten von Videos mit gähnenden Menschen nicht mitgähnen. Dies stützt die Theorie, die „ansteckende“ Eigenschaft des Gähnens hätte etwas mit Empathie zu tun.
Eine besondere Demonstration für die Verbindung zwischen Gähnen und Strecken sind Beobachtungen bei Schlaganfallpatienten, die halbseitig gelähmt sind. Der englische Neurologe Walshe berichtete schon 1923 von halbseitig gelähmten Patienten, die ihre gelähmten Arme beim Gähnen automatisch mit streckten. Gähnen aktivierte anscheinend intakte, unbewusst kontrollierte Verbindungen zwischen Hirn und motorischem System.
Klinische Neurologen berichten noch von anderen Besonderheiten. So können einige Patienten mit dem sogenannten Locked-in-Syndrom, einer Form der Querschnittlähmung, normal gähnen. Dieses Verhalten muss von entwicklungsgeschichtlich alten Gehirnanteilen, wie beispielsweise den respiratorischen und vasomotorischen Zentren, gesteuert werden. Daher kann man davon ausgehen, dass beim ansteckenden Gähnen, das durch vielfältige Stimuli ausgelöst wird, zumindest noch eine zweite, übergeordnete Hirnregion beteiligt ist.
Häufiges Gähnen kann selten auch als Symptom einer Erkrankung auftreten, etwa:
- Multiple Sklerose[26]
- Amyotrophe Lateralsklerose (ALS)
- Migräne (selten)
- SUNCT-Syndrom
- Strahlenkrankheit, inklusive Strahlentherapie
- Drogenentzug.

Medikamente und verschiedene Substanzen können ebenfalls eine erhöhte Gähnfrequenz hervorrufen:
- Serotonin-Wiederaufnahmehemmer
- Levodopa
- Dopamin-Agonisten
- Monoaminooxidase-Hemmer (MAO-Hemmer) (Antidepressiva)
- Ayahuasca
- Opioide, zum Beispiel Morphin oder Methadon
- Benzodiazepine (enthalten in Tranquilizern)
- Lidocain (Lokalanästhetikum)
- Flecainid (Antiarrhythmikum).

### Ethnologisches
Laut einer keltischen Sage kann der Held Assipattle den Lindwurm besiegen, indem er sich von einer Wasserwoge durch das gähnende Maul in den finsteren Schlund des Scheusals hinunterspülen lässt.
Nach Auffassung der Yogaphilosophie bewirkt eines der fünf Nebenpranas, genannt Devadatta, das Gähnen.
In verschiedenen Kulturen findet sich ein Aberglaube in Verbindung mit dem Gähnen. Beispielsweise schrieb Plinius der Ältere: „Das Gähnen während der Geburt ist tödlich, so wie das Niesen nach dem Beischlafe einen Abortus bewirkt.“
Giovanni Della Casa empfahl in seinem „Erziehungsbuch“ Galateo (1558), überhaupt nicht vor anderen zu gähnen, weil es unhöflich auf sie wirke: „Gelehrte hörte ich oft sagen, dass ‚Gähner‘ im Lateinischen soviel bedeutet wie ‚Faulenzer‘ oder ‚Nichtstuer‘. Vermeide also diese Unsitte, die das Ohr, die Augen und den guten Geschmack beleidigt; schließlich zeigt das Gähnen nicht nur, dass wir der anwesenden Gesellschaft wenig gewogen sind, sondern es wirft auch ein schlechtes Licht auf uns selber. Es sieht aus, als wären wir schläfrig und müden Geistes, was uns nicht eben liebenswürdig macht für diejenigen, mit denen wir umgehen.“
Auch der Japaner Yamamoto Tsunetomo schrieb in seinem Ehrenkodex für Samurai (um 1715), das Gähnen in der Gegenwart von anderen sei ungebührlich. Er riet:
„Bei einem unerwarteten Gähnen reibe deine Stirn mit der Hand von unten nach oben, was normalerweise genügt, um ein Gähnen zu unterdrücken. Wenn das nicht funktioniert, verbirg das Gähnen vor anderen, indem du die dichtgeschlossenen Lippen mit deiner Zungenspitze leckst, dein Gähnen hinter dem Ärmel oder deiner Hand verbirgst usw. Das Gleiche gilt fürs Niesen. Gähnen und Niesen lassen dich meist närrisch aussehen.“
Die Gewohnheit, sich beim Gähnen die Hand vor den Mund zu halten, könnte gelegentlich auch damit zu tun haben, dass jemand den schlechten Zustand seines Gebisses verbergen will.

## Gängige Behauptungen über das Gähnen

### Gähnen ist ein Zeichen für Müdigkeit
Diese Behauptung stimmt teilweise. Menschen gähnen, wenn sie schläfrig sind, aber auch verstärkt nach dem Aufstehen. Bei Versuchen, bei denen die Probanden eine Woche ein „Gähntagebuch“ führten, gähnten die Probanden in der Stunde nach dem Aufstehen und am Abend vor dem Zubettgehen signifikant häufiger. Überraschend war, dass am Morgen das Gähnen häufig von Strecken begleitet wurde, während es das am Abend kaum war.
Diese Beobachtung lässt sich ebenfalls bei Haustieren wie Hunden und Katzen machen.

### Gähnen ist ein Zeichen für Langeweile
Provine konnte die Behauptung bestätigen, dass gelangweilte Menschen signifikant häufiger gähnen.
Will jemand seine Langeweile anderen unmissverständlich deutlich machen, wird Gähnen auch dazu instrumentalisiert.

### Gähnen ist ein Zeichen für Stress
Es gibt etliche anekdotische Geschichten von verstärktem Gähnen vor aufregenden Ereignissen. So wird von „Gähnanfällen“ vor dem ersten Fallschirmsprung, sportlichen Wettkämpfen oder öffentlichen Auftritten berichtet.
Auch bei Hunden kann Gähnen ein Zeichen von Stress sein.

### Gähnen ist ansteckend
Gähnen wird häufig als ansteckend beschrieben. Gähnt eine Person, gähnen alle anderen mit.
Eine andere Person gähnen zu sehen, regt schon zum Mitgähnen an, besonders wenn die Augen der Person zu sehen sind. Dieser Mechanismus ist auch dann wirksam, wenn die Person nicht physisch anwesend und beispielsweise nur auf Video sichtbar ist. Bei ähnlichen Versuchen, bei denen Probanden zum Mitlächeln animiert werden sollten, war die Response bei weitem geringer. Sogar schon über das Gähnen zu lesen, kann zum Gähnen anregen. Versuche von Provine, eine ähnliche Resonanz auf schriftlich beschriebenen Schluckauf zu erhalten, misslangen.
Ergebnisse der Forschung über Spiegelneuronen weisen darauf hin, dass sie an dem Prozess des Gähnens zumindest beteiligt sind.
Da Spiegelneuronen als treibende Kraft hinter der Nachahmung und damit als Grundlage menschlichen Lernens gesehen werden, liegt diese Vermutung nahe.
James R. Anderson & Pauline Meno fanden bei Experimenten allerdings kein angestecktes Gähnen bei Kindern bis zu einigen Jahren.
Daraus kann man schließen, dass der Ansteckung durch Gähnen zumindest noch eine andere Komponente zugrunde liegt und es relativ jungen evolutionären Ursprungs ist.
Eine weitere Vermutung zu den Ursachen der Ansteckung besteht in der Notwendigkeit einer in Gruppen lebenden Spezies, diese Gruppe in ihrer Aktivität zu synchronisieren, vergleichbar mit dem Heulen der Wölfe. Dafür sprechen Beobachtungen bei anderen Primaten, die ihren Schlaf-Wach-Rhythmus aufeinander abstimmen.
Irenäus Eibl-Eibesfeldt sagte dazu: „Die Ansteckung führt dazu, dass alle Personen etwa gleichzeitig müde werden und schlafen gehen. Eine solche Synchronisation des Alltags ist durchaus wichtig. Denn würden nur einzelne schläfrig, um schließlich vor Müdigkeit umzufallen, andere dagegen zum Beispiel weiterziehen, wäre der Zusammenhalt der Gruppe gefährdet.“
Platek konnte einen Zusammenhang zwischen Empathie und Nachahmungsverhalten herstellen. Personen, die sich nicht oder nur schwer vom Gähnen anderer anstecken lassen, haben danach eine geringere Fähigkeit, sich in andere Menschen hineinzuversetzen. Diese These konnte von Iacaboni insofern bestätigt werden, als dass Beobachten und Nachahmen von Emotionen von anderen fast dieselben Erregungsmuster im Gehirn wachrufen.
Bei Schimpansen konnte beobachtet werden, dass sie sich ebenso vom Gähnen ihrer Artgenossen anstecken lassen. Britische und japanische Wissenschaftler sehen darin einen Beleg, dass Schimpansen ebenfalls über Einfühlungsvermögen verfügen.
In einem Versuch von Mascheroni, Senju und Shepherd, bei dem Menschen vor Hunden gähnten, ließen sich 72 % der Hunde ebenfalls zum Gähnen anstecken. Ein weiterer Versuch ergab, dass sich die Hunde auch von Gähngeräuschen anstecken ließen und dabei stärker auf die Stimme ihrer Besitzer reagierten.
Die genauen neuronalen Abläufe bei der Ansteckung des Gähnens sind noch unklar.

### Gähnen ist ein Reflex
Arthur Schopenhauer behauptete, das Gähnen sei eine „Reflexbewegung“.
Beim Gähnen kann jedoch nicht im eigentlichen Sinne von einem Reflex gesprochen werden, da es keine schnelle und kurze Antwort auf einen einfachen Reiz ist.

### Gähnen verbessert die Sauerstoffsättigung des Blutes
Provine konnte die Hypothese entkräften, dass Gähnen etwas mit einem erhöhten Kohlendioxid- bzw. verringerten Sauerstoffgehalt im Blut zu tun habe. Studenten, die reinen Sauerstoff oder Luft mit 3 bis 5 % erhöhtem Kohlendioxidgehalt zum Atmen erhielten, gähnten nicht signifikant öfter oder anders.